# Chalcosyrphus amaculatus
Chalcosyrphus amaculatus är en tvåvingeart som beskrevs av Huo, Ren och Zheng 2007. Chalcosyrphus amaculatus ingår i släktet mulmblomflugor, och familjen blomflugor. Inga underarter finns listade i Catalogue of Life.